# Margaasih (Cicalengka)
Margaasih is een bestuurslaag in het regentschap Bandung van de provincie West-Java, Indonesië. Margaasih telt 7510 inwoners (volkstelling 2010).